# Sigmund Rascher
Pour les articles homonymes, voir Rascher.
Sigmund Rascher, né le 12 février 1909 à Munich et mort le 26 avril 1945 à Dachau, est un médecin SS allemand, instigateur des expérimentations humaines menées dans le camp de concentration de Dachau. Protégé du Reichsführer Heinrich Himmler, il peut conduire des expériences sur la haute altitude et le froid extrême. 
En mars 1944, il est impliqué, avec sa femme, dans des vols d'enfants pour faire croire à Himmler que leur couple était fécond. S'estimant trahi, Himmler lui retire sa protection. Tombé en disgrâce, Sigmund Rascher se livre à des malversations financières. Arrêté et interné en février 1945, il est exécuté par les SS dans sa cellule à Dachau, le 26 avril 1945, avant l'arrivée des Américains.

## Biographie

### Ascension
Sigmund Rascher est né le 12 février 1909 à Munich en Allemagne. Il commence des études de médecine en 1930. En 1933, il adhère au parti nazi et à sa branche paramilitaire la Sturmabteilung ou sections d'assaut (SA) en 1936.
Il est chirurgien-assistant pendant trois ans à l'hôpital de Schwabing. Il est provisoirement suspendu de l'Université de Munich pour « suspicion de communisme », à cause de son père, médecin comme lui. En 1939, reniant son père, il s'engage dans la SS, et est enrôlé dans la Luftwaffe, comme médecin-major.
Il a alors une liaison avec Karolina Diehl (« Nini » Diehl), une veuve de 15 ans son aînée, qu'il épousera en 1941. C'est une ancienne chanteuse de cabaret, mais aussi une secrétaire de Himmler. Rascher a dès lors un accès direct à Himmler. Il le rencontre le 24 avril 1939 et, une semaine après, lui adresse un « rapport sur des solutions de quelques problèmes discutés avec le Reichführer ». C'est le début d'une relation servile qui permet à Rascher d'obtenir les bonnes grâces d'Himmler.

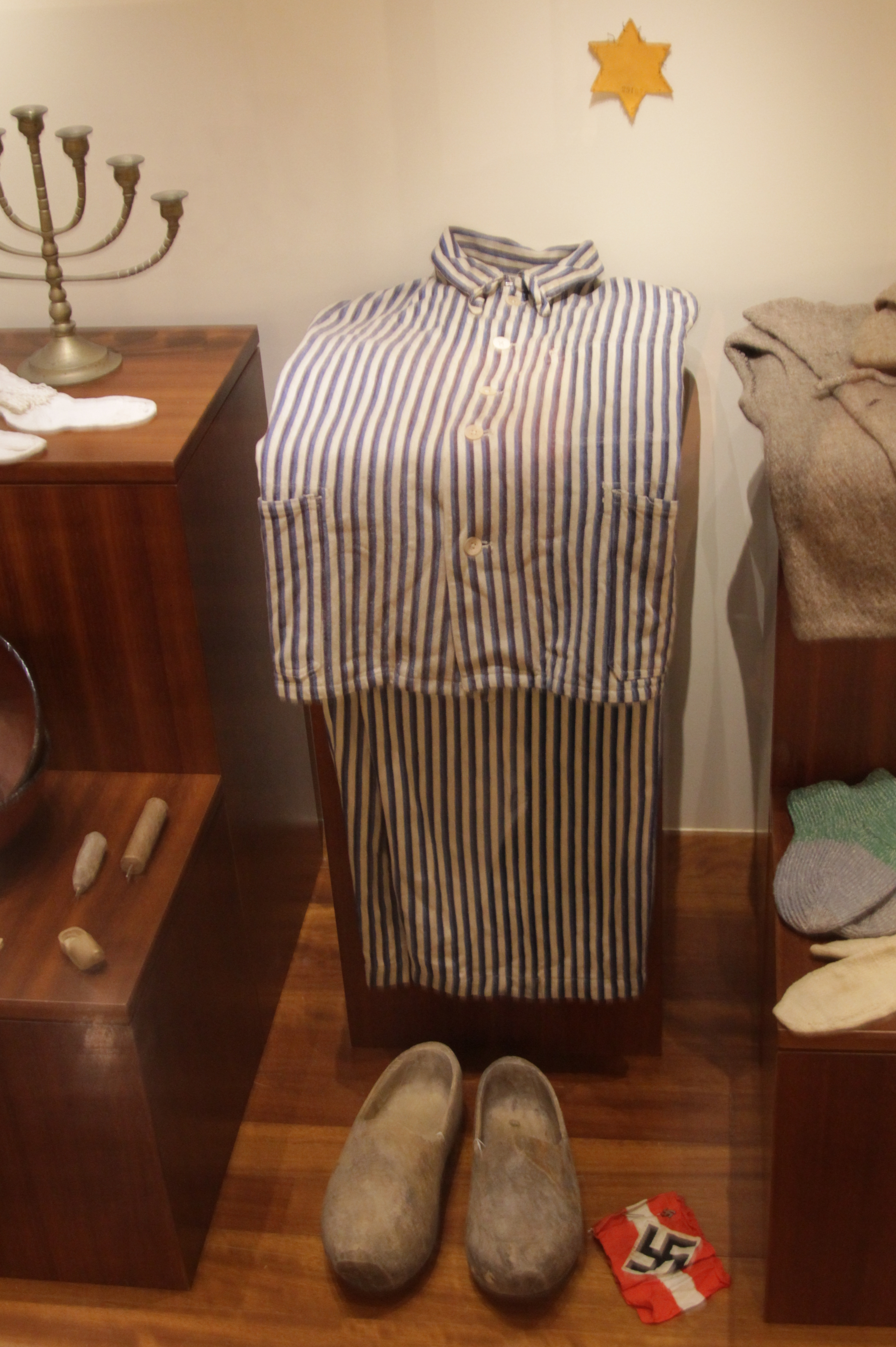
Vêtements des détenus de Dachau, Musée juif de Grèce.

Cette relation est si forte que pratiquement « tous les supérieurs de Rascher tremblent devant lui ». Ce jeune médecin-major est fréquemment mentionné dans les documents des plus hauts dignitaires nazis, ce qui montre que ses expériences à Dachau font l'objet d'une attention particulière. Hitler lui-même apprécie ses travaux. 
Toutefois, en dépit de l'appui d'Himmler, les recherches de Rascher ne sont guère acceptées dans le milieu universitaire du IIIe Reich, plusieurs universités les considérant comme non scientifiques. Un ouvrage de médecine aéronautique publié par des scientifiques allemands pendant la guerre consacre un chapitre entier à l'hypothermie sans mentionner le nom ou les travaux de Rascher.

### Chute
En marge de ses activités expérimentales, Rascher récupère à Dachau de la peau humaine pour en faire des sacs à main pour dames, abat-jour, culottes d'équitation et autres objets personnels. Il en fait commerce en les vendant à ses collègues. Cette activité commerciale illégale (enrichissement personnel) à Dachau sera retenue contre lui.
Toujours soucieux de plaire à Himmler, obsédé par la fertilité et souhaitant une expansion de la population aryenne, il lui fait croire que l'on pouvait repousser l'âge limite de la grossesse. Le meilleur exemple était son propre couple, puisque sa femme, après avoir passé l'âge de 48 ans, lui avait donné trois enfants en peu de temps. À chaque naissance, Himmler est ravi, et Rascher bénéficie de nouvelles générosités.
C'est au cours de sa quatrième « grossesse » que Mme Rascher est arrêtée pour vol de nouveau-né. L'enquête révèle que les trois enfants du couple Rascher ont été achetés ou kidnappés, ou sont ceux de la servante des Rascher, mystérieusement disparue en montagne alors qu'elle accompagnait le couple en excursion.
S'estimant trahi, Himmler lâche son protégé qui tombe en disgrâce en avril 1944. Sigmund Rascher est interné à Buchenwald et sa femme à Ravensbruck où elle est pendue après une tentative d'évasion. Libéré de Buchenwald, il est de nouveau arrêté et condamné en février 1945 pour d'autres malversations financières. Détenu à Dachau, il est exécuté dans sa cellule le 26 avril 1945 par les SS, trois jours avant l'arrivée des Américains, probablement sur ordre d'Himmler. Leurs fils d'abord logés à Munich sont ensuite placés à la maternité du Lebensborn de Steinhöring.

## Expériences menées au camp de Dachau
À partir du 22 février 1942, Sigmund Rascher commence des expérimentations au camp de concentration de Dachau. La plupart des rapports originaux concernant les expérimentations humaines dans les camps de concentration ont été détruits avant leur libération. Elles sont cependant connues grâce aux rapports réguliers adressés à Himmler par les expérimentateurs, et qui ont pu être saisis.

### Expériences sur la haute altitude

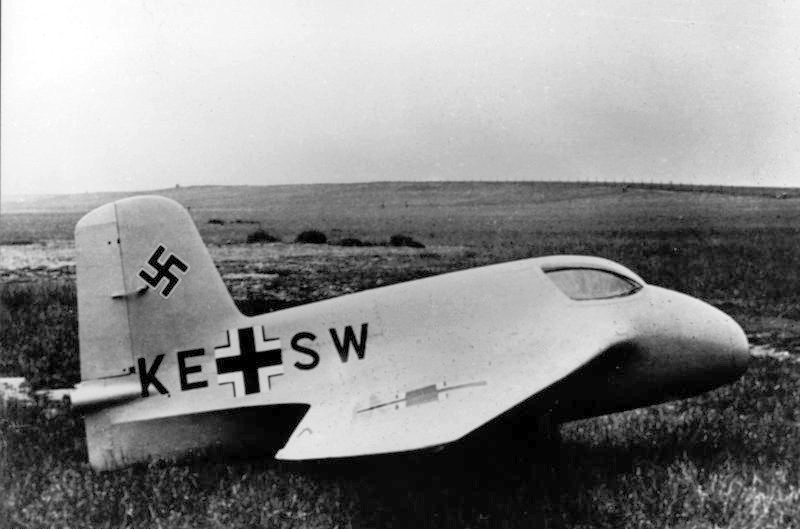
le premier avion-fusée : le Me163 en 1941.

Le premier avion-fusée Messerschmitt 163 est à l'essai au début 1941. Il est prévu pour atteindre une altitude de 12 000 m. Un des problèmes soulevés est celui de l'effet de la haute altitude sur les pilotes obligés de s'éjecter. À ce moment-là, Rascher est affecté auprès du professeur Weltz, directeur de l'Institut de médecine aéronautique. Pour ses expériences, l'institut utilise des animaux ou des médecins volontaires. À la fin d'une conférence sur le sujet, Rascher propose d'utiliser des criminels, ce qui est refusé par l'Institut.
En mai 1941, Rascher utilise ses relations avec Himmler et Rudolf Brandt, et le projet est accepté en juillet 1941. Un caisson de décompression est transféré à Dachau et en février 1942, les expériences commencent.
Ces expériences consistent à reproduire des conditions de descente en parachute d'une altitude de 15 km et d'évaluer le taux de survie. 34 détenus, juifs allemands, polonais ou russes sont soumis aux premiers essais. Au total, durant trois mois, près de deux cents détenus passeront dans le caisson. Dans une dizaine de cas, Rascher observe plus particulièrement la formation d'une embolie gazeuse. Durant le procès des médecins, un témoin affirmera que 70 à 80 personnes furent tuées.
En novembre 1942, Himmler fait la déclaration suivante : « Dans les milieux médicaux chrétiens, on accepte qu'un jeune pilote allemand risque sa vie, mais pas qu'un criminel, dispensé de service militaire, risque la sienne ».

### Expériences sur le froid

#### Contexte et organisation
Ce projet a été proposé par le Maréchal d'aviation Erhard Milch et approuvé par Himmler. Son but était d'établir la meilleure protection possible contre le froid et l'hypothermie pour les équipages de la Luftwaffe abattus au-dessus de la mer du Nord. Rascher est choisi pour mener ce projet, mais sa compétence étant limitée, on lui adjoint deux médecins plus qualifiés que lui : Ernst Holzlöhner (de) et Erich Finke (de). 
Ce projet s'effectue à Dachau d'août 1942 à mai 1943, après les expérimentations sur la haute altitude. Ces expériences sont connues, entre autres, par un rapport de 56 pages adressé à Himmler, daté du 21 octobre 1942, et signé par Rascher et ses deux adjoints. Après cette date, ces deux derniers se retirent, estimant leur tâche terminée.
En octobre 1942, les résultats de ces expérimentations sont présentés lors d'une conférence médicale à Nuremberg, au cours de deux exposés intitulés « Prévention et traitement de l'hypothermie » et « Le réchauffement du corps gelé en deçà du point critique ». Après son transfert à la Waffen-SS, Rascher souhaite une habilitation académique  pour occuper un poste universitaire de haut rang. Cependant, à Munich, Marbourg et Francfort, une habilitation, attribuée sur la base de recherches antérieures, ne lui a pas été accordée car la publication des résultats est requise. Pour le professeur Karl Gebhardt, général SS et médecin personnel d'Himmler, « si un étudiant en médecine de deuxième année osait lui présenter de tels rapports, il serait mis à la porte ».
Rascher décide de continuer seul, en menant 350 expériences supplémentaires, expliquant qu'il a besoin de compléter sa thèse de doctorat. Il a pu le faire grâce au soutien de Himmler, venu plusieurs fois en personne pour assister à ces expériences, dont le 13 novembre 1942 à Dachau.
À partir de janvier 1943, à la demande de Grawitz, Rascher participe à des expériences sur le froid sec, afin de déterminer si les méthodes applicables aux naufragés pourraient s'appliquer sur le front russe.

#### Procédures

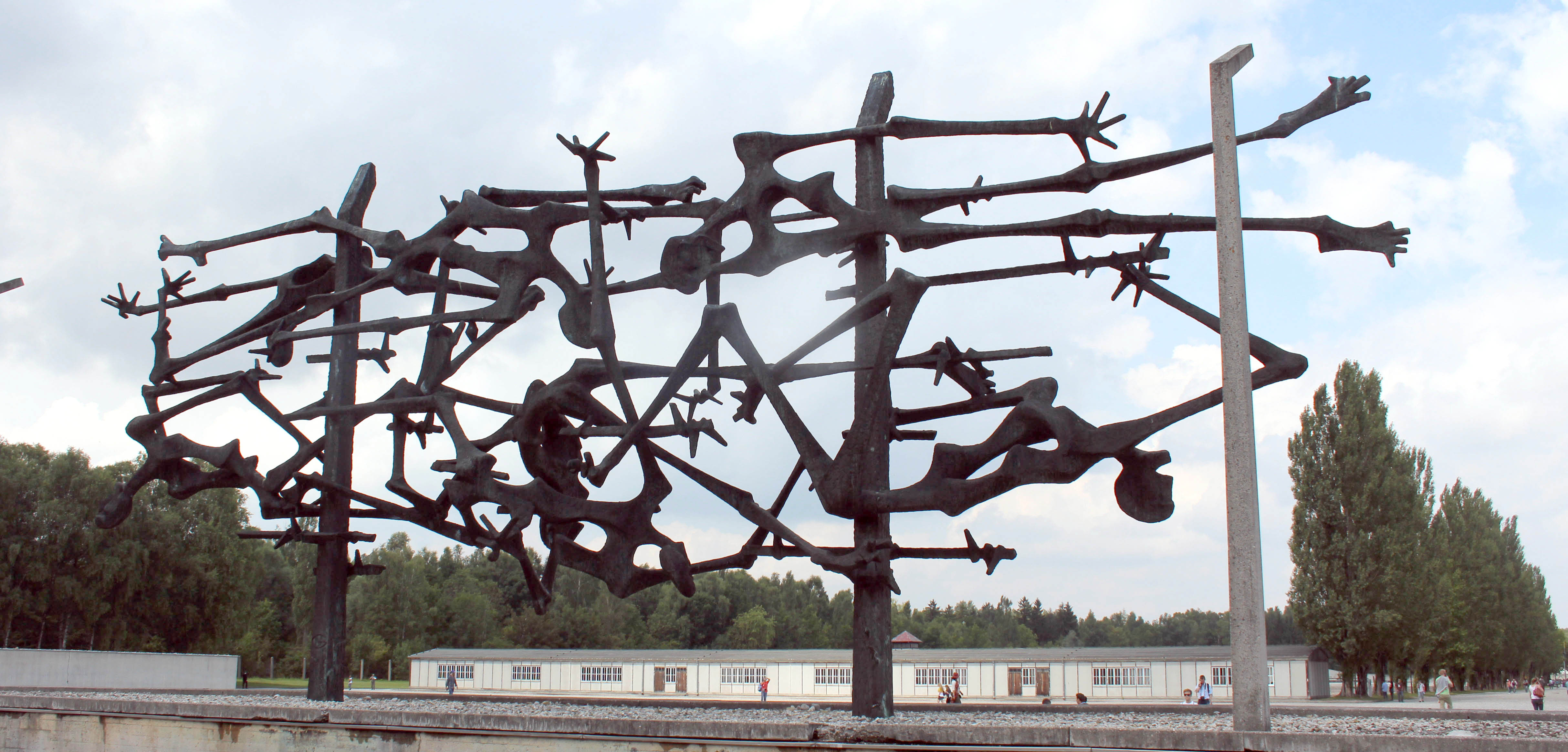
Mémorial du camp de Dachau.

Les sujets sont des prisonniers civils de diverses nationalités et religions, ainsi que des prisonniers de guerre soviétiques. Leur participation était le plus souvent forcée, parfois volontaire contre des promesses (rarement tenues) de libération, ou des annulations de sentence de mort.
Ces expériences consistent à soumettre des sujets au froid extrême afin de se rendre compte des limites du corps humain. Les victimes ont été forcées à rester nues à l'extérieur par un temps glacial jusqu'à 14 heures consécutives, ou à rester immergées dans un réservoir d'eau glacée (2-12°C) pendant 3 heures. Certains prisonniers sont anesthésiés, d'autres conscients, d'autres nus ou d'autres habillés. Leur pouls et température corporelle sont mesurées par une série d'électrodes. Le nombre d'expériences est estimé de 360 à 400, et ce sur 280 à 300 victimes, ce qui indique que des sujets ont subi plus d'une expérience. Au cours de ces expériences, 80 à 90 personnes décèdent.
Différentes méthodes de réchauffement des victimes sont testées. Le plus souvent, les sujets sont plongés dans un bain d'eau chaude ; au moins un témoin, alors assistant lors des expériences, témoignera plus tard que certaines victimes ont été jetées dans l'eau bouillante.
En juillet 1942, après avoir assisté à plusieurs de ces expériences, Himmler suggère sur le ton de la plaisanterie « qu'une femme de pêcheur pouvait très bien réchauffer son mari à moitié gelé dans son lit ! Personne n'ignore que la chaleur animale est bien supérieure à la chaleur artificielle »,.
En septembre 1942, Himmler insiste pour que les expériences de « chaleur animale » soient réalisées, car il a pris sa propre plaisanterie au sérieux par « intuition magique ». Rascher utilise alors quatre femmes roms du camp de concentration de Ravensbrück : des expériences de réchauffement ont ainsi été réalisées en plaçant le corps de la victime hypothermique en sandwich entre deux femmes nues,.
Ces expériences sur l'hypothermie ont fait l'objet en 1946 d'une publication du docteur Léopold Alexander, un médecin juif d'origine autrichienne exilé aux États-Unis en 1933,, et la méthode préconisée est adoptée un temps par les services de sauvetage américains. L'interprétation des résultats reste contestée. En 1990, une nouvelle analyse estime que les expériences d'hypothermie de Dachau sont inconsistantes et grotesques, entachées de falsification de données, et de conclusions non appuyées par les faits présentés et conclue « [les résultats de Dachau] ne constituent ni une avancée scientifique, ni un moyen de sauver des vies humaines ». 

### Expériences pharmaceutiques
Pendant qu'il est à Dachau, Rascher développe secrètement et fabrique des capsules au cyanure, facilement écrasables, pour les expérimenter sur des détenus, mettant au point une technique de suicide rapide,.
Rascher entreprend de sa propre initiative, avec l'assistance de Robert Feix (de), un chimiste autrichien détenu à Dachau, des expérimentations humaines destinées à évaluer les propriétés d’un gel, le « Polygal », censé être cicatrisant, anti-infectieux et hémostatique (arrêter le saignement). Pour cela, plusieurs prisonniers sont utilisés. La mise au point se fait au camp de concentration de Biesings (de) (annexe de Dachau). Les résultats sont publiés en mars 1944 dans une revue médicale de Munich.
Tout ceci est fait sans autorisation préalable, et l'article précise qu'il s'agit d’expérimentation humaine dans le camp de Dachau. Cette publication est dérangeante pour la hiérarchie SS. Lorsque Rascher perd la protection d'Himmler, une enquête des services de santé de la SS révèle que les résultats concernant le « Polygal » ont été truqués, et que Rascher a pris contact, pour son propre compte, avec un laboratoire situé près de la frontière suisse. Le 13 février 1945, il est arrêté et condamné pour fraude scientifique, malversation financière, et meurtre de son assistant. Il est finalement exécuté par les SS à Dachau même le 26 avril 1945.